# تامی بلیکلی
تامی بلیکلی (انگلیسی: Tommy Bleakley؛ 16 May 1893 – ۱۹۵۱ (۵۷−۵۸ سال)) بازیکن فوتبال بود.